# Ishëm
Ishëm là một xã trong quận Durrës thuộc hạt Durrës, Albania. Dân số năm 2005 là 6798 người.

## Người nổi tiếng
- Ibrahim Kodra, họa sĩ quốc tế